# Pat Condell
Patrick Condell (23 de novembro de 1949) é um escritor britânico e um fenômeno da Internet. Ele atuou em shows de comédia na Inglaterra durante os anos 80 e parte dos anos 90, ganhando o prêmio Time Out Comedy Award em 1991. Também faz participações regularmente no programa "Loose Talk" na Rádio BBC.
Em 2007, Pat iniciou uma série monóloga de curta duração para o Youtube e o LiveLeak, com o objetivo de denunciar a religião, mas sem compromisso algum. Ao juntar material suficiente, Pat lançou um DVD com todos os vídeos e um livro com os vídeos transcritos. Em setembro de 2010, o canal do Youtube de Pat, registrou uma marca de quase 200.000 inscrições e 50 milhões de visualizações.